# رادو بايين
رادو بايين (بالفارسية: رادو پایین) هي قرية تقع في منطقة بولان في إيران. يقدر عدد سكانها بـ 161 نسمة بحسب إحصاء 2016.